# シーケンス図
シーケンス図（シーケンスず: sequence diagram）とは、UMLで定義されている、相互作用図の1種類である。1964年にエリクソン社が開発していた電話交換機を制御するソフトウェアの新版の開発でソフトウェアコンポーネントを採用することを提案した。この過程で計算機科学者のイヴァー・ヤコブソンは、シーケンス図を考案し、コラボレーション図を開発した。

## 概要

シーケンス図の例

オブジェクト間のメッセージの流れを時系列的に表現する。イベントの発生順序やオブジェクトの生存（ライフライン、lifeline）、メッセージ（message）、イベントオカレンス（event occurrence）、実行オカレンス（execution occurrence）、相互作用オカレンス（interaction occurrence）などの記述によって、もっぱら時系列にもとづいたシステム分析・設計に使用する。